# Josep Lluís Surroca i Pratdesaba
Josep Lluís Surroca i Pratdesaba (Barcelona, 30 de gener de 1921 - 8 de juliol de 2018) fou un radiofonista, periodista i polític català.
Nascut al barri d'Horta va cursar estudis de comerç, gestió mercantil i empresarial. A finals de 1938 es va traslladar a Sant Just Desvern com a conseqüència del bombardeig que va destruir el domicili familiar. Establert amb la seva família a Sant Just Desvern aviat es va implicar en diferents activitats del poble. Atret pel fenomen de la comunicació, el 1946 va fundar el diari comarcal Llobregat.

## Periodisme
L'agost del 1950 va impulsar les primeres emissions de Radio Sant Just Desvern que poc després arribaria un acord amb la emisora creada a la veïna Esplugues de Llobregat per unir esforços del qual resultaria Radio Unión Estacion escuela EAJ 15 Sant Just Desvern i Esplugues de Llobregat que sota la seva direcció va començar les emissions el 26 de gener de 1951 amb una potencia de 60 watts. Al cap d'un temps l'emissora es va traslladar a Barcelona ubicant el seus estudis al carrer Zaragoza 77. Al coincidir el nom de la emissora amb la societat Union Radio - futura cadena SER- el 1954 va passar a denominar-se Radio Juventud de Barcelona. A proposta seva es va fer càrrec de la direcció Pablo de Sárraga mentre ell exercia de sotsdirector i cap d'estudis i responsable de la Escuela Regional de Radiodifusión de la qual, durant els següents anys, hi sortiria una bona part del mes destacats professionals de la ràdio barcelonesa i catalana. Com a reconeixement va rebre un dels Premis Ondas 1968 per la gran labor efectuada per la Escuela Regional de Radio Ràdio Juventud de Barcelona.
Entre 1952 i 1955 en col·laboració amb el publicista Victor Sagi es van produir una serie de programes que, amb el ingressos publicitarís, van permetre potenciar tècnicament la emissora. El 1960 va ser nomenant director i estaría al front de la emissora durant mes de tres dècades. Amb motiu de la reordenació de les freqüències de les cadenes REM i CAR el 1965 va gestionar la fusió de Radio Joventut amb La Veu de Catalunya, de la que en resultá la emissora Radio Joventut-la Veu de Catalunya. El 1968 va posar en marxa el primer programa que en dècades es feia totalment en llengua catalana a la ràdio barcelonesa: "Barcelona Internacional" un programa d'actualitat i entrevistes dirigit per Jordi Ventura i presentat per Josep Maria Bachs. Malgrat l'amenaça de cessament per part del delegat del Ministerio de Información yTurismo per no passar prèviament a censura el guions del programa va aconseguir l'autorització per que es continuès emeten.
El 1971 la emissora va estrenar nous estudis en el numero 17 de la Via Augusta que foren inaugurats oficialment el 6 febrer del 1970 pel llavors Príncep d'Astúries i futur Rei d'Espanya, Juan Carlos de Borbón, acompanyat pel llavors Director de Radio y Televisión, Adolfo Suarez, futur president del govern espanyol. Per la seva novadora i creativa fórmula radifònica, a principis de la dècada dels anys setanta Radio Joventut s'havia convertit en una emissora amb notable audiència especialment entre el jovent i la seva programació reunía un seguit de grans professionals com Agustín Rodríguez, Joan Comellas, Ricardo Romero, José Maria Pallardó, Josep Maria Bachs, Rafael Turia, Jordi Estadella, Pilar Matos, Cruz Román, Maríbel Alvarez i Pilar Morales, productors com l'emprenedor Ernest Riveras i guionistes com Miquel Arquimbau i Montesol. El 1971 fou l'impulsor del Club de Directors amb la finalitat de crear un fòrum de debat i d'intercavi d'experiències entre els directors d'emissores de ràdio. Per la seva trajectòria radiofònica el 1973 fou distingit amb l'Antena de Oro atorgada per la Asociación Profesional de Radio y Televisión.
Persona oberta sempre a iniciatives creatives o novadores va apostar per la estereofonía a la freqüencia modulada. Després de nombroses proves, el 10 de gener del 1975 Radio Joventut va ser la primera emissora de FM de l'estat espanyol que va emetre en so estereofònic amb l'indicatiu RJ2 i una programació totalment musical. L'impacte va ser notable i es va produir un espectacular increment la venda d'aparells de ràdio amb estereofonía. El 1976 fou nomenat director general de la Cadena REM-CAR sense deixar la direcció de les emissores de Catalunya a la que tornaría a finals del 1978. Compaginat-ho amb les seves tasques directives aquell mateix any es va llicenciar en Ciències de la Informació. La reordenació dels anomenats Medios de Comunicación Social del Estado el 1980 va suposar que les emissores de la REM, CAR i CES s'agrupessin en una sola cadena anomenada Radio Cadena Española (RCE).
El desembre del 1981 fou nomenat director de Radio Nacional d'Espaya a Catalunya que va dirigir durant el 1982 un any amb destacats esdeveniments com foren la Copa del Mon de Futbol, a visita del Papa Joan Pau II a Catalunya i la victòria electoral del PSOE. El gener del 1983 va tornar a la direcció de Radio Cadena Catalunya fins a la seva jubilació el 1985. Posteriorment va tenir un activa participació en les diferents activitats de l'Associació de Veterans de Ràdio i Televisió formant part de la seva junta directiva fins al 2012 en que, per raons d'edat al complir els 90 anys, va passar a ser el soci de mes edat de la mateixa fins al seu traspàs.
Els seus dos fills Florenci Surroca Carmona (1947) i Joan Manuel Surroca Carmona (1953) també s'han dedicat professionalment a la Ràdio. Florenci com a muntador musical a Radio Joventut, Radio Peninsular, RNE y TVE i posteriorment fou el primer cap de programas de Catalunya Radio. En Joan Manuel com a guionista y periodista radiofònic especialitzat en esports fou el cap d'Esports de les emissores de RNE Catalunya entre 1990 i 2007.

## Política
L'any 1949 va entrar a formar part del govern municipal com a regidor de cultura, posteriorment con tinent d'alcalde fins a ser nomenat alcalde de Sant Just Desvern l'octubre de 1959. Durant el seu mandat després d'un llarg procès es va produir es trasllat de la fàbrica de ciment Sansón des del nucli urbà a la pedrera de Santa Creu de l'Olorde amb el qual es van resoldre les molesties mediambientals provocades pels fums i les cendres. Tam requalificar la finca de Can Meliton per tal que s'hi pogues ubicar la Residència d'Ancians Nuestra Señora de Lourdes i la construcció del nou edifici del Parador en el qual s'hi va ubicar una biblioteca de la Diputació. A nivell urbanístic es van asfaltar una bona part dels carrers del municipi i es va posar en marxa el polígon industrial que actualment consta de mes d'una trentena d'empreses entre d'elles un important centre de produccions audiovisuals. El juny de 1971 a petició pròpia va deixar l'alcadía. Restablerta la democràcia el van sondejar per presentar-se a les eleccion municipals però ho va descartar per considerar que la seva etapa ja s'havia complert i que en temps nous el que calia era gent nova.